# 96
| 96                 |
| ------------------ |
| Dødsfald - Fødsler |
|                    |

| Gregoriansk kalender | 96 XCVI                 |
| Ab urbe condita      | 849                     |
| Armensk kalender     | I/T                     |
| Kinesiske kalender   | 2792 – 2793 乙未 – 丙申 |
| Etiopisk kalender    | 88 – 89                 |
| Jødisk kalender      | 3856 – 3857             |
| Hindukalendere       |                         |
| - Vikram Samvat      | 151 – 152               |
| - Shaka Samvat       | 18 – 19                 |
| - Kali Yuga          | 3197 – 3198             |
| Iransk kalender      | 526 BP – 525 BP         |
| Islamisk kalender    | 542 BH – 541 BH         |

Se også 96 (tal)

## Begivenheder
- 18. september – Nerva efterfølger Domitian som romersk kejser, efter mordet på denne.

## Dødsfald
- 16. september – Domitian, romersk kejser.
- Statius – latinsk poet